# Aaron Copland

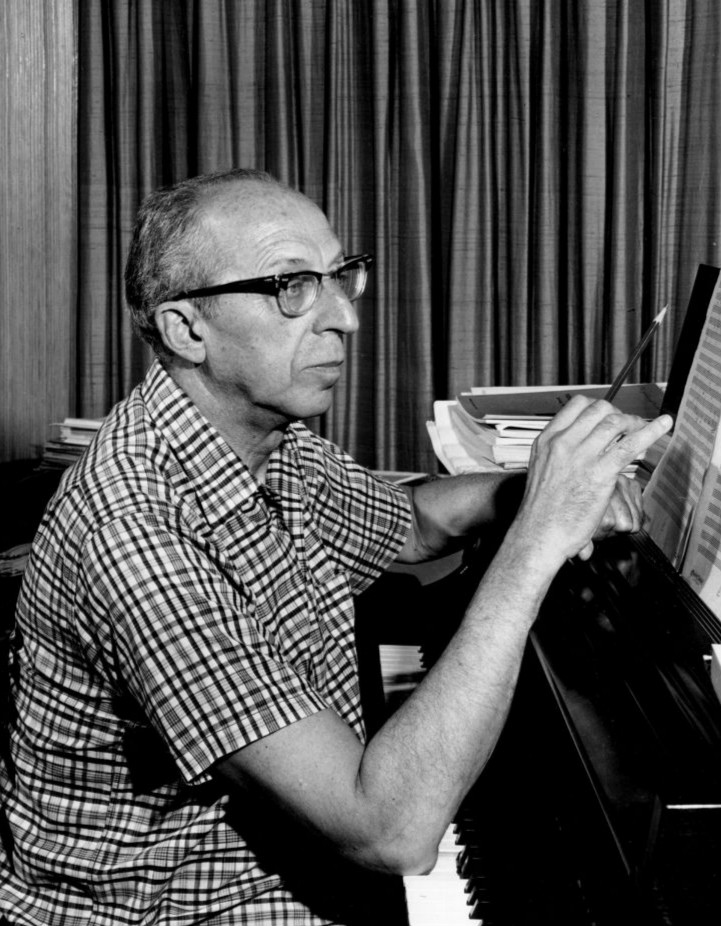
Aaron Copland (1962)

Aaron Copland [ˈærən ˈkoʊplənd] (* 14. November 1900 in Brooklyn, New York; † 2. Dezember 1990 in North Tarrytown) war ein US-amerikanischer Komponist.
Copland wurde als Sohn litauischer Einwanderer geboren. Er gilt als einer der wichtigsten Vertreter der amerikanischen Moderne, vor allem der Bühnenmusik galt seine Vorliebe. Nach expressionistisch-experimentalen Frühwerken (über sein Orgelkonzert wurde einmal gesagt: „Wer solch eine Musik schreibt, wird wohl später einen Mord begehen“) wandte er sich einem klar verständlichen, rhythmisch geprägten tonalen Stil zu, der Volkslieder, Märsche und Tänze einschloss. Er verschloss sich nie der zeitgenössischen Musik, etwa in Connotations für Orchester, und ließ auch Harmonien und Rhythmik des Jazz in seine Werke einfließen. Der Komponist und Dirigent Leonard Bernstein setzte sich sehr für seine Musik ein.
Allgemein bekannt ist sein Werk Fanfare for the Common Man (1942 für Blechbläserensemble), das 1977 von der britischen Rockband Emerson, Lake and Palmer auf dem Album Works Volume I interpretiert wurde. 1972 hatten sie auf ihrem Album Trilogy mit Hoedown schon ein Werk Coplands interpretiert. Für sein Stück Appalachian Spring erhielt Copland 1945 den Pulitzer-Preis. Er war Namensgeber für das Softwareprojekt Copland der Firma Apple. Seinen Namen tragen auch der Copland Peak, ein Berg auf der Alexander-I.-Insel in der Antarktis, sowie der Asteroid (4532) Copland.

## Leben
Copland wurde in New York im Stadtteil Brooklyn als jüngstes von fünf Kindern in einer konservativ-jüdischen Familie von litauischer Herkunft geboren. Sein Vater hatte den ursprünglichen Namen der Familie „Kaplan“ nach der Überfahrt in die Vereinigten Staaten in „Copland“ abgeändert. Copland wohnte in seiner Kindheit über dem Laden seiner Eltern in Brooklyn. Coplands Vater hatte keine musikalischen Interessen. Seine Mutter sang, spielte Klavier und organisierte Musikunterricht für ihre Kinder. Aarons ältester Bruder Ralph wurde ein guter Geiger. Seine Schwester Laurine gab Aaron die ersten Klavierstunden und unterstützte seine musikalischen Interessen. Seine frühesten musikalischen Erfahrungen sammelte Copland an jüdischen Hochzeiten und Familienveranstaltungen. Mit 15 Jahren erwog er ernsthaft, Komponist zu werden. Seine musikalische Ausbildung erhielt er von Leopold Wolfsohn, Rubin Goldmark (auch einer der Lehrer George Gershwins), und ab 1921 studierte er am Amerikanischen Konservatorium in Fontainebleau, wo auch Nadia Boulanger unterrichtete.

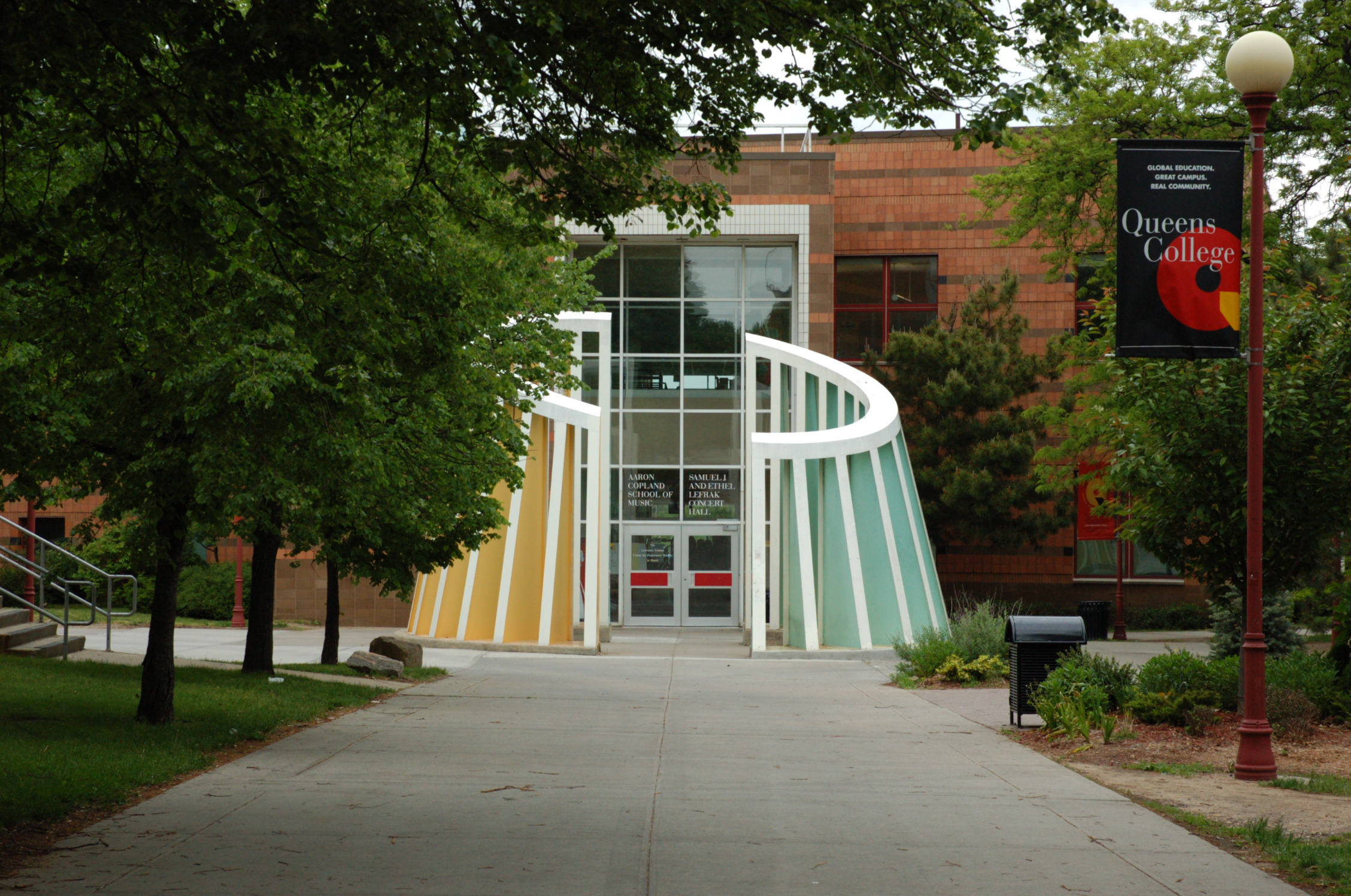
Aaron Copland School of Music, Queens College (City University of New York)

Nach seiner Studienzeit in Paris entschloss sich Copland, Werke mit amerikanischem Charakter zu schreiben, indem er Jazz als amerikanische Ausdrucksweise verwendete. Sein erstes wichtiges Werk war das Ballett Grohg, aus dem Copland thematisches Material für seine spätere Dance Symphony übernahm. Andere wichtige Werke in dieser ersten Periode waren Short Symphony (1933), Music for Theater (1925) und Piano Variations (1930). Die durch den Jazz inspirierte Periode war jedoch kurz. Bald begann er zugänglichere Musik zu komponieren.

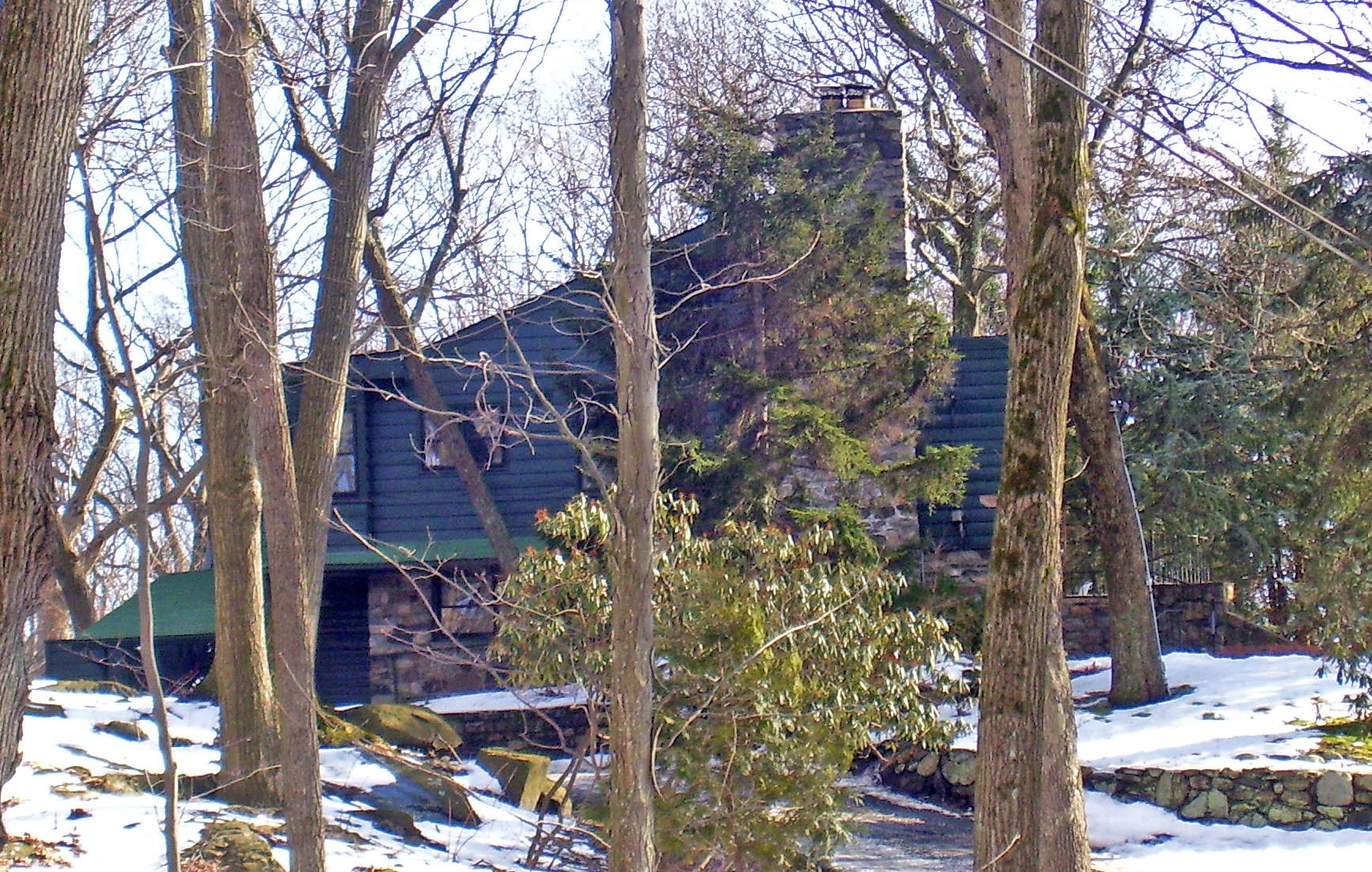
Rock Hill, Copland's Haus in Cortlandt Manor, NY

Viele Komponisten lehnten es während der Großen Depression ab, Musik für Eliten zu schreiben, so auch Aaron Copland. Ihm dienten die bekannte amerikanische Folkloremusik, Erweckungshymnen sowie Cowboy- und Folk-Songs als Grundlage für seine Kompositionen.
Coplands zweite Periode begann um 1936, als er die Werke Billy the Kid und El Salón México komponierte. Fanfare for the Common Man, gesetzt für Blechblasinstrumente und Perkussion und 1942 auf Bestellung des Dirigenten Eugène Goossens entstanden, ist sehr wahrscheinlich das bekannteste Werk Coplands. Die Fanfare taucht auch als Hauptthema im vierten Satz von Coplands Third Symphony auf. Im selben Jahr schrieb Copland Lincoln Portrait, das einem breiteren Publikum vertraut wurde. Copland wurde deshalb immer mehr als Komponist mit starkem Bezug zur amerikanischen Musik wahrgenommen. Er wurde von Martha Graham beauftragt, ein Ballett zu schreiben, dem sie den Namen Appalachian Spring gab. Später arrangierte er das Stück als Orchestersuite. Das Ballett Rodeo ist eine andere Komposition Coplands, die zum Kanon amerikanischer Musik gehört, insbesondere der Hoe-Down daraus ist eines der bekanntesten Werke eines amerikanischen Komponisten. Rodeo erzählt die Geschichte einer Hochzeit auf einer Ranch und wurde um 1942, also etwa zur gleichen Zeit wie Lincoln Portrait, geschrieben.
Copland war auch ein wichtiger Filmmusik-Komponist. Die Suite Music for Movies umfasst mehrere der Themen, die er für Filme komponiert hat. Die Filmmusik für Steinbecks Roman The Red Pony arrangierte er sogar in einer eigenständigen Suite. Seine Musik wurde auch nach seinem Tod in Filme eingebaut, zum Beispiel in den Film He Got Game (1998) von Spike Lee. Hoe-Down untermalt dort ein Basketball-Spiel in einem Hinterhof.
Weil Copland, der mit sozialistischen Ideen sympathisierte, während der Präsidentschaftswahlen von 1936 die Kommunistische Partei der USA verteidigt hatte, ermittelte das FBI während der McCarthy-Zeit in den 1950er Jahren gegen ihn. Er wurde auf die schwarze Liste der Hollywood-Studios gesetzt, und 1953 entfernte man seine Musik aus dem Programm für das Eröffnungskonzert für die Präsidentschaft Dwight D. Eisenhowers. Im selben Jahr sagte Copland vor dem US-Kongress aus, dass er nie Kommunist gewesen sei. Den meisten zeitgenössischen Musikern zeigte sich in Coplands Musik klar sein Patriotismus, und sie waren entsprechend aufgebracht über die haltlosen Vorwürfe. Die Untersuchung wurde 1955 ausgesetzt und 1975 endgültig eingestellt. Es wurde nie bewiesen, dass Copland Mitglied der kommunistischen Partei gewesen wäre. 1964 überreichte US-Präsident Lyndon B. Johnson Copland die Freiheitsmedaille („The Presidential Medal of Freedom“), die höchste zivile Auszeichnung in den USA. 1951 war Copland in die American Academy of Arts and Sciences gewählt worden. Bereits 1942 wurde er in die American Academy of Arts and Letters aufgenommen. 1970 wurde Copland zum Ehrenmitglied der International Society for Contemporary Music ISCM ernannt.
Copland war ein Freund von Leonard Bernstein und hatte großen Einfluss auf dessen Kompositionsstil. Im Gegenzug gilt Bernstein als der beste Dirigent der Werke Coplands. Die englische Rockband Emerson, Lake & Palmer hat zwei Stücke aufgenommen, die auf Werken Coplands beruhen: Fanfare for the Common Man und Hoe-Down. Einige der Live-Aufnahmen von Emerson, Lake & Palmer beziehen sich auch auf den Schluss des zweiten Satzes von Third Symphony.
Ab etwa 1960 widmete sich Copland verstärkt dem Dirigieren und komponierte ab den 1970er Jahren nur noch wenig. Der Komponist erkrankte Mitte der 1980er Jahre an der Alzheimer-Krankheit und starb 1990. Seine Asche wurde im Garten von Tanglewood verstreut, wo er von 1940 bis 1965 am Koussevitsky „Berkshire Music Center“ (BMC) – zusammen mit Leonard Bernstein – Mitglied des Lehrkörpers war und Komposition unterrichtete.
Coplands Homosexualität ist in der Biographie „Aaron Copland: The Life and Work of an Uncommon Man“ von Howard Pollack dokumentiert.
Er wurde 1970 mit dem Großen Verdienstkreuz des Verdienstordens der Bundesrepublik ausgezeichnet.

## Werke

### Oper
- The Tender Land (1954)

### Ballette
- Billy the Kid (1938)
- Rodeo (1942)
- Appalachian Spring (1944)

### Filmmusik (Auswahl)
- 1939: The City
- 1939: Von Mäusen und Menschen (Of Mice and Men)
- 1940: Unsere kleine Stadt (Our Town)
- 1943: The North Star
- 1949: Gabilan, mein bester Freund (The Red Pony)
- 1949: Die Erbin (The Heiress)
- 1961: Wilde Knospen (Something Wild)
- 1980: Der lange Treck (The Chisholms)

### Orchesterwerke (Auswahl)
- Symphony for Organ and Orchestra (1924)
- Klavierkonzert (1926)
- 3 Sinfonien:
  - 1. Sinfonie (1924 als Symphony for Organ and Orchestra, UA am 11. Januar 1925); revidiert 1927–28, UA Dezember 1931
  - Short Symphony (= 2. Sinfonie) (1933), UA am 23. November 1934
  - 3. Sinfonie (1944–46), UA am 18. Oktober 1946
- El Salón México (1936)
- An Outdoor Ouverture (1938)
- John Henry – a railroad ballad (1940)
- Quiet City für Trompete, Englisch Horn und Streichorchester (1940)
- Fanfare for the common Man (1942)
- Lincoln Portrait für Sprecher und Orchester (1942)
- Old American Songs für Bariton und Orchester (1942)
- Danzón cubano (1942–44)
- Appalachian Spring, Orchestersuite für 13 Instrumente (1945) nach dem Ballett (s. o.)
- Concerto für Klarinette und Streichorchester mit Harfe und Klavier (1948)
- Orchestral Variations (1957)
- Dance Panels (1959, überarbeitet 1962)
- Connotations (1961–62)
- Emblems for Band (1964)
- Music for a great City (1964)
- Inscape (1967)

### Kammermusik (Auswahl)
- Passacaglia für Klavier (1922)
- Variations für Klavier (1930)
- Sextett für Streichquartett, Klarinette und Klavier (1937)
- Sonata für Klavier (1941)
- Violin Sonata (1943)
- Quartet for Piano and Strings (1950)
- Twelve Poems by Emily Dickinson, for voice and piano (1950)
- Piano Fantasy für Klavier (1955–57)
- Nonet for three violins, three violas, and three cellos (1960)
- Duo for Flute and Piano (1971)

### Lieder
- 1921: Four Motets (chor)[7]
  1. Help Us, O Lord
  2. Though, O Jehovah, Abideth Forever
  3. Have Mercy On Us, O My Lord
  4. Sing Ye Praises To Our King
- 1950: Twelve Poems by Emily Dickinson (für Sopran und Klavier, oder Orchester)
  1. Nature, the gentlest mother
  2. There came a wind like a bugle
  3. Why do they shut me out of Heaven
  4. The world feels dusty
  5. Heart, we will forget him
  6. Dear March, come in!
  7. Sleep is supposed to be
  8. When they come back
  9. I felt a funeral in my brain
  10. I’ve heard an organ talk sometimes
  11. Going to Heaven!
  12. The Chariot.
- 1950: Old American Songs, set 1 (für Bariton und Klavier, oder Orchester)
  1. The Boatmen’s Dance (minstrel song from 1843)
  2. The Dodger (campaign song)
  3. Long Time Ago (ballad)
  4. Simple Gifts (Shaker song)
  5. I Bought Me a Cat (children’s song)
- 1952: Old American Songs, set 2 (für Bariton und Klavier, oder Orchester)
  1. The Little Horses (lullaby)
  2. Zion’s Walls (revivalist song)
  3. The Golden Willow Tree (Anglo-American ballad)
  4. At the River (hymn tune)
  5. Ching-A-Ring Chaw (minstrel song)

### Bücher
- Unsere neue Musik. Aus dem Englischen übertragen von Minna Reinhardt und Adalbert Brunner. Edition Kasparek, München 1947, 208 S.